# Ботагово
Ботагово — деревня в Орехово-Зуевском муниципальном районе Московской области. Входит в состав сельского поселения Ильинское. Население — 69 чел. (2010).

## Расположение
Деревня Ботагово расположена в юго-западной части Орехово-Зуевского района, примерно в 38 км к югу от города Орехово-Зуево. В 0,4 км к западу от деревни протекает река Гуслица. Высота над уровнем моря 133 м.

## История
В 1926 году деревня входила в Ащеринский сельсовет Ильинской волости Егорьевского уезда Московской губернии, имелась школа 1-й ступени.
До 2006 года Ботагово входило в состав Ильинского сельского округа Орехово-Зуевского района.

## Население
В 1926 году в деревне проживало 440 человек (203 мужчины, 237 женщин), насчитывалось 102 хозяйства, из которых 98 было крестьянских. По переписи 2002 года — 86 человек (31 мужчина, 55 женщин).
| 1926 | 2002 | 2006 | 2010 |
| ---- | ---- | ---- | ---- |
| 440  | ↘86  | ↗87  | ↘69  |